# آدم بيترسون (لاعب كرة قاعدة)
آدم بيترسون (بالإنجليزية: Adam Peterson)‏ هو لاعب كرة قاعدة أمريكي، ولد في 18 مايو 1979 في سافانا في الولايات المتحدة.

## وصلات خارجية
- آدم بيترسون على موقعبيزبول رفرنس.كوم (الدوري الرئيسي) (الإنجليزية)
- آدم بيترسون على موقع مشجعي الرسوم البيانية (الإنجليزية)